# Quiet Music
Quiet Music ist ein Jazzalbum von Ellery Eskelin. Die am 10. und 11. Mai 2006 in den Studios La Buissonne, Pernes-les-Fontaines, entstandenen Aufnahmen erschienen 2006 auf Eskelins Label Prime Source.

## Hintergrund
Für das Album Quiet Music stellte der Tenorsaxophonist Ellery Eskelin eine nach Ansicht von Josef Woodard kammermusikalisch orientierte Jazzgruppe zusammen. Mit Eskelin spielten die langjährigen Mitarbeiter  Jim Black am Schlagzeug und Andrea Parkins an Akkordeon und Piano (außerdem Orgel und Sampling); außerdem die britische Sängerin Jessica Constable, die Eskelin zuerst beim Festival Jazz in Luz im Jahr 2000 in einem Duoauftritt mit dem französischen Pianisten und Organisten Philippe Gelda gehört hatte.  Die Aufnahmen der Gruppe wurden  in „La Berceuse d'Angela“ um Gelda ergänzt. Umrahmt wird das Album von zwei ausgedehnten Suiten, notierte Josef Woodard. Auf „Coordinated Universal Time“ (11:22) und „Tomorrow is a New Day“ (22:35) wird die stilistische Bühne des Projekts festgelegt, „zwischen freien Zonen, Partiturabschnitten und einem Flickenteppich aus geplantem und spontanem Text zwischen den instrumentalen Wellen“.

## Titelliste
- Ellery Eskelin: Quiet Music (Prime Source CD 4010)[3]

CD 1
1. Coordinated Universal Time	11:22
2. I Should Have Known	6:32
3. 48 A & B	6:18
4. Read My Mind	8:01
5. Instant Counterpoint	10:38
6. How Do I Know	6:32
7. Quiet Music	9:12

CD 2
1. Split the Difference	4:43
2. Cuarenta y Nueve	5:20
3. The Curve	12:32
4. Let’s Change the Subject	3:56
5. Like I Say	5:32
6. La Berceuse d’Angela (Olivier Marcaud) 6:22
7. Tomorrow Is a New Day	22:35

Sofern nicht anders angegeben, stammen die Kompositionen von Ellery Eskerlin.
’

## Rezeption
Nach Ansicht von Josef Woodard, der das Album in JazzTimes rezensierte, habe die Besetzung zu einer abwechslungsreichen Improvisations-Session geführt, die auch strukturierte Anteile besäße. Wie der Albumtitel vermuten lasse, sei die Musik vielleicht manchmal auch ruhig, aber sicher nicht sanft und leicht. Eskelin demonstriere hier durchgehend seine unverwechselbare Mischung aus Aromen und Intensitäten, und die Band strahle Intelligenz ohne Grenzen aus. Abgesehen davon, dass Quiet Music ein beeindruckendes und weitreichendes Statement dafür ist, worum es bei dieser ungewöhnlichen Band geht, markiere es auch den Wurf von Eskelins Hut in den wachsenden Ring der von Künstlern geführten Labels. Auf musikalischer und organisatorischer Ebene herrsche geistige Unabhängigkeit.
Wie bereits von älteren Aufnahmen bekannt, seien hier die skurrilen Akkordeonpassagen von Andrea Parkins und die ausgefallenen rhythmischen Manöver Jim Blacks zu hören, meinte Glenn Astarita in All About Jazz. Mit Eskelins weitläufigen und kraftvollen Tenorlinien würde die Band einen rollenden und taumelnden Gang beibehalten, der voll von asymmetrisch gestalteten Begegnungen in freier Form sei. Doch Constables wortloser Gesang vermittle entweder ein Gefühl erschütternder Dringlichkeit oder eine erhabene Abfolge musikalischer Ereignisse, die die sich überschneidenden Komponenten des Ensembles verstärken. Dies sei eine Aufnahme, die einen attraktiv schrägen musikalischen Standpunkt inmitten einer Schar subtiler Überraschungen vermittle.